# 727
| 727                |
| ------------------ |
| Dødsfald - Fødsler |
|                    |

| Gregoriansk kalender | 727 DCCXXVII            |
| Ab urbe condita      | 1480                    |
| Armensk kalender     | 176 ԹՎ ՃՀԶ              |
| Kinesiske kalender   | 3423 – 3424 丙寅 – 丁卯 |
| Etiopisk kalender    | 719 – 720               |
| Jødisk kalender      | 4487 – 4488             |
| Hindukalendere       |                         |
| - Vikram Samvat      | 782 – 783               |
| - Shaka Samvat       | 649 – 650               |
| - Kali Yuga          | 3828 – 3829             |
| Iransk kalender      | 105 – 106               |
| Islamisk kalender    | 108 – 109               |